# ماكس الذي لا يقارن
ماكس الذي لا يقارن هي مسرحية من تأليف جيروم لورانس وروبرت إي لي. الفيلم مبني على قصص «إينوك سومز» و«إيه في لايدر» في «سبعة رجال» لماكس بيربوم.
إينوك سواميس شاعر صغير يعقد اتفاقاً مع الشيطان لقضاء بضع ساعات في مكتبة المتحف البريطاني مائة عام في المستقبل لمعرفة كيف سينظر إليه التاريخ. هناك وجد الإشارة الوحيدة لإسمه في قصة قصيرة كتبها ماكس بيربوم. أ. ف. لايدر هو قارئ الكف الذي يتنبأ بموت أربعة أشخاص على متن القطار -أو هو يفعل ذلك؟
عرضت المسرحية لأول مرة في مسرح بارتر في أبينغدون، فرجينيا في عام 1969. بدأ إنتاج برودواي، من إخراج جيرالد فريدمان، أول عرض من العروض العشر في 9 أكتوبر 1971 في مسرح رويال. افتتح في 19 أكتوبر وأغلق في 6 نوفمبر بعد 23 عرضا.
شمل طاقم التمثيل ريتشارد كيلي في أدوار مزدوجة مثل سوامز ولايدر وكلاين ريفيل في دور بيربوم. ظهرت كونستانس كاربنتر وفيونولا فلانجان في أدوار داعمة.
ضم الفريق الإبداعي مصمم الأزياء سيبوني في ألدريدج ومصمم الإضاءة مارتن أرونشتاين.
لاحظ تي إي كالم من مجلة تايم، "العمل هو وظيفة غراء بدلاً من كيان عضوي. المؤلفون.. مزج بيربوم بشكل غريب كشخصية من بين إبداعاته الخاصة. في المقاطع التي لا علاقة لها تقريبا، كان ماكس كناقد مسرحي يقتبس نفسه من المسرحيات واللاعبين ومرتادي اللعب. وتفتقر هذه التعليقات إلى المقولة المأثورة، وباعتبارها أجزاء من خارج السياق، فإنها تفقد قدراً كبيراً من الفطنة المخدوعة التي تشكل واحدة من الملذات الخاصة التي تتمتع بها قراءة كتاب بيربوم. وتكمن المشكلة الأعمق في ماكس نفسه، الذي كان أكثر من اللازم مظهرا ودقة في التصميم من أن يكون وسيلة لحركة المرور الواسعة والصاعدة على خشبة المسرح.